# Marco Modolo
Marco Modolo (San Donà di Piave, 23 marzo 1989) è un ex calciatore italiano, di ruolo difensore.

## Caratteristiche tecniche
Giocava come difensore centrale; forte di testa, era abile anche sulle palle inattive, nonché nel gioco aereo.

## Carriera
Cresciuto calcisticamente nel settore giovanile dell'Inter, con i nerazzurri disputa una finale di Supercoppa Primavera nel settembre 2006, entrando al 68º nella partita persa per 5-1 contro la Juventus. Nel gennaio 2007 passa in prestito alla Beretti della Pro Sesto concludendo la stagione. Nella stagione 2007-2008 ha militato nella primavera del Venezia. Nell'estate 2008 passa alla Sanvitese società friulana di Serie D. Nell'estate 2009 torna al Venezia giocando in prima squadra con la società lagunare, disputando 32 presenze (play-off inclusi) e segnando 8 reti.
Nell'estate 2010 firma per la Pro Vercelli, dove il 27 ottobre 2012 fa il suo esordio in Serie B con la maglia biancocrociata nella partita pareggiata in trasferta 1-1 contro il Brescia. Segna la sua prima rete in serie cadetta il 26 dicembre seguente, nella partita interna persa per 3-1 contro il Cesena. In tre stagioni con i piemontesi, colleziona globalmente 63 presenze segnando 3 reti.
Rimasto svincolato nell'estate 2013 passa a parametro zero al Parma, società della massima serie italiana. Il 30 agosto dello stesso anno, la società emiliana, lo gira in prestito agli sloveni del Gorica, dove rimane per un anno e mezzo. Il 2 febbraio 2015 fa ritorno in Italia venendo girato sempre in prestito al Carpi, società di Serie B, dove colleziona solamente tre presenze; tuttavia, a fine stagione conquista con i biancorossi la storica promozione in Serie A.
Il 23 agosto 2015, torna definitivamente al Venezia. Con la compagine lagunare, conquista due promozioni sul campo, dalla Serie D alla Serie C, e dalla medesima fino alla Serie B nella stagione 2016-2017. Il 28 ottobre 2017, segna la sua prima rete in cadetteria con la maglia arancioneroverde, nel pareggio interno per 1-1 contro il Frosinone. Nell'estate del 2019, con la partenza di Maurizio Domizzi, diventa il nuovo capitano del club lagunare.
Nella stagione 2020-2021, raggiunge la promozione in massima serie con il club veneto. Debutta in massima serie il 7 novembre 2021, in occasione del successo per 3-2 contro la Roma. Con questa presenza diventa l’unico giocatore nella storia del Venezia FC a giocare una partita in tutte le categorie, dalla D alla A. Nel giugno del 2023, rinnova il proprio contratto con il club lagunare per un'ulteriore stagione. Al termine dell'annata 2023-2024, conclusasi con il ritorno in Serie A del Venezia, Modolo annuncia il proprio ritiro dal calcio giocato.
Nell'estate del 2024 viene ammesso al corso UEFA B che consente di essere tesserati come collaboratori negli staff di Serie A e B e di essere allenatori in seconda in Serie C oltre a poter allenare tutte le prime squadre fino alla Serie D.

## Statistiche

### Presenze e reti nei club
| Stagione            | Squadra             | Campionato          | Campionato | Campionato | Coppe nazionali | Coppe nazionali | Coppe nazionali | Coppe continentali | Coppe continentali | Coppe continentali | Altre coppe | Altre coppe | Altre coppe | Totale | Totale |
| Stagione            | Squadra             | Comp                | Pres       | Reti       | Comp            | Pres            | Reti            | Comp               | Pres               | Reti               | Comp        | Pres        | Reti        | Pres   | Reti   |
| ------------------- | ------------------- | ------------------- | ---------- | ---------- | --------------- | --------------- | --------------- | ------------------ | ------------------ | ------------------ | ----------- | ----------- | ----------- | ------ | ------ |
| 2008-2009           | Sanvitese           | D                   | 30         | 3          | CI-D            | ?               | ?               | -                  | -                  | -                  | -           | -           | -           | 30     | 3      |
| 2009-2010           | Venezia             | D                   | 30+2       | 8          | CI-D            | 2               | 0               | -                  | -                  | -                  | -           | -           | -           | 34     | 8      |
| 2010-2011           | Pro Vercelli        | 2D                  | 18+1       | 0          | CI-LP           | 7               | 0               | -                  | -                  | -                  | -           | -           | -           | 26     | 0      |
| 2011-2012           | Pro Vercelli        | 1D                  | 14+2       | 0+1        | CI-LP           | 4               | 0               | -                  | -                  | -                  | -           | -           | -           | 20     | 1      |
| 2012-2013           | Pro Vercelli        | B                   | 18         | 2          | CI              | 0               | 0               | -                  | -                  | -                  | -           | -           | -           | 18     | 2      |
| Totale Pro Vercelli | Totale Pro Vercelli | Totale Pro Vercelli | 50+3       | 2+1        |                 | 11              | 0               |                    | -                  | -                  |             | -           | -           | 64     | 3      |
| 2013-2014           | Gorica              | 1. SNL              | 16         | 0          | CS              | 3               | 0               | -                  | -                  | -                  | -           | -           | -           | 19     | 0      |
| 2014-gen. 2015      | Gorica              | 1. SNL              | 10         | 0          | CS              | 2               | 0               | UEL                | 2                  | 0                  | SS          | 1           | 0           | 15     | 0      |
| Totale Gorica       | Totale Gorica       | Totale Gorica       | 26         | 0          |                 | 5               | 0               |                    | 2                  | 0                  |             | 1           | 0           | 34     | 0      |
| gen.-giu. 2015      | Carpi               | B                   | 3          | 0          | CI              | 0               | 0               | -                  | -                  | -                  | -           | -           | -           | 3      | 0      |
| 2015-2016           | Venezia             | D                   | 29+1       | 4+0        | CI-D            | 1               | 0               | -                  | -                  | -                  | -           | -           | -           | 31     | 4      |
| 2016-2017           | Venezia             | LP                  | 34         | 5          | CI+CI-LP        | 6               | 0               | -                  | -                  | -                  | SLP         | 2           | 0           | 42     | 5      |
| 2017-2018           | Venezia             | B                   | 36+3       | 3+1        | CI              | 1               | 0               | -                  | -                  | -                  | -           | -           | -           | 40     | 4      |
| 2018-2019           | Venezia             | B                   | 32+2       | 2+1        | CI              | 0               | 0               | -                  | -                  | -                  | -           | -           | -           | 34     | 3      |
| 2019-2020           | Venezia             | B                   | 32         | 1          | CI              | 2               | 0               | -                  | -                  | -                  | -           | -           | -           | 34     | 1      |
| 2020-2021           | Venezia             | B                   | 27+2       | 1          | CI              | 1               | 1               | -                  | -                  | -                  | -           | -           | -           | 30     | 2      |
| 2021-2022           | Venezia             | A                   | 6          | 0          | CI              | 1               | 0               | -                  | -                  | -                  | -           | -           | -           | 7      | 0      |
| 2022-2023           | Venezia             | B                   | 10         | 0          | CI              | 0               | 0               | -                  | -                  | -                  | -           | -           | -           | 10     | 0      |
| 2023-2024           | Venezia             | B                   | 10         | 0          | CI              | 1               | 0               | -                  | -                  | -                  | -           | -           | -           | 11     | 0      |
| Totale Venezia      | Totale Venezia      | Totale Venezia      | 246+10     | 24+2       |                 | 15              | 1               |                    | -                  | -                  |             | 2           | 0           | 273    | 27     |
| Totale carriera     | Totale carriera     | Totale carriera     | 355+13     | 31         |                 | 33              | 0               |                    | 2                  | 0                  |             | 3           | 0           | 404    | 31     |

## Palmarès

### Club

#### Competizioni nazionali
- Coppa di Slovenia: 1

Gorica: 2013-2014
- Campionato italiano di Serie B: 1

Carpi: 2014-2015
- Serie D: 1

Venezia: 2015-2016 (girone C)
- Lega Pro: 1

Venezia: 2016-2017 (girone B)
- Coppa Italia Lega Pro: 1

Venezia: 2016-2017